# 沙恩·卡梅伦
沙恩·卡梅伦（英語：Shane Cameron，1977年10月17日—），新西兰男子拳击运动员。他曾代表新西兰参加2002年英联邦运动会拳击比赛，获得一枚铜牌。他于2002年11月28日完成自己的职业比赛首秀。